# Straßenbahn Patras

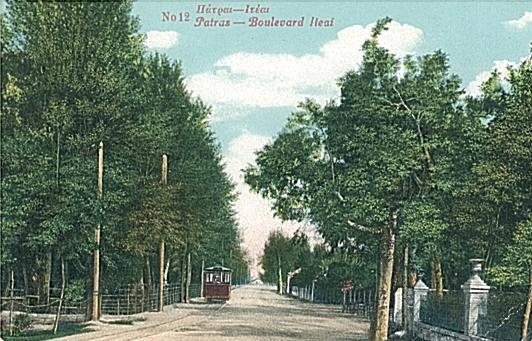
Zeitgenössische Postkarte

Die Straßenbahn Patras war ein Nahverkehrssystem in der Stadt Patras auf dem Peloponnes, die von 1902 bis 1917 existierte. Es war die erste Straßenbahn Griechenlands, die ausschließlich und von Anfang an elektrisch betrieben wurde. Das Depot befand sich im Stadtteil Ities, von wo aus die beiden Strecken begannen. Die erste Linie führte nach Agios Dionysios und war 5,3 km lang, die zweite Linie nach Agios Georgios und Germanos und war 1,7 km lang.
Am 7. April 1902 begann der planmäßige Betrieb und wurde 1917 aus unbekannten Gründen eingestellt. Mögliche Gründe sind die große Anzahl an Unfällen, in denen die Straßenbahnwagen verwickelt waren, andere dass es für die Gesellschaft lukrativer war, den selbst erzeugten Strom direkt zu verkaufen. Eine Wiedereinführung scheiterte 1930.
Gegenwärtig wird eine Wiedereinführung der Straßenbahn in Patras diskutiert. Eine Machbarkeitsstudie wurde von der Stadt bei der Straßenbahn Athen in Auftrag gegeben.